# Antitypona
Antitypona is een geslacht van kevers uit de familie bladkevers (Chrysomelidae).
De wetenschappelijke naam van het geslacht werd in 1921 gepubliceerd door Julius Weise.

## Soorten
- Antitypona louana Bechyne & Springlova de Bechyne, 1976
- Antitypona oedipoda Bechyne & Springlova de Bechyne, 1976
- Antitypona thoa Bechyne & Springlova de Bechyne, 1976